# Четецень
Четецень, Четецені (рум. Cetățeni) — село у повіті Арджеш в Румунії. Адміністративний центр комуни Четецень.
Село розташоване на відстані 109 км на північний захід від Бухареста, 45 км на північний схід від Пітешть, 146 км на північний схід від Крайови, 60 км на південний захід від Брашова.

## Населення
За даними перепису населення 2002 року у селі проживала 1431 особа, усі — румуни. Усі жителі села рідною мовою назвали румунську.